# Bogurodzica (obraz Józefa Brandta)
Bogurodzica – obraz olejny Józefa Brandta namalowany w 1909. Obecnie dzieło znajduje się w zbiorach Muzeum Narodowego we Wrocławiu. Obraz należy do grupy malarstwa historycznego i batalistycznego.